# Degeltjärnen
Degeltjärnen är en sjö i Ånge kommun i Medelpad och ingår i Ljungans huvudavrinningsområde. Sjön har en area på 0,107 kvadratkilometer och ligger 280,3 meter över havet.

## Delavrinningsområde
Degeltjärnen ingår i det delavrinningsområde (693749-152819) som SMHI kallar för Mynnar i Mellansjön. Medelhöjden är 314 meter över havet och ytan är 8,03 kvadratkilometer. Det finns inga avrinningsområden uppströms utan avrinningsområdet är högsta punkten. Vattendraget som avvattnar avrinningsområdet har biflödesordning 3, vilket innebär att vattnet flödar genom totalt 3 vattendrag innan det når havet efter 85 kilometer. Avrinningsområdet består mestadels av skog (81 procent). Avrinningsområdet har 0,11 kvadratkilometer vattenytor vilket ger det en sjöprocent på 1,4 procent.